# شیر (صورت فلکی)
صورت فلکی شیر (به عربی:اسد و به انگلیسی:Leonis) نام یکی از صورت‌های فلکی منطقةالبروجی است که بین دو صورت فلکی خرچنگ از سمت غرب و سنبله از سمت شرق قرار گرفته است. این صورت فلکی در نیم‌کره شمالی آسمان قرار دارد. صورت فلکی شیر به دلیل ستارگان پرنورش به‌راحتی در آسمان قابل تشخیص است. یال و شانه‌های این صورت فلکی به‌عنوان یک صورت‌واره به نام «داس» به‌شمار می‌روند که به شکل یک علامت سؤال فارسی (؟) است.

## ستارگان

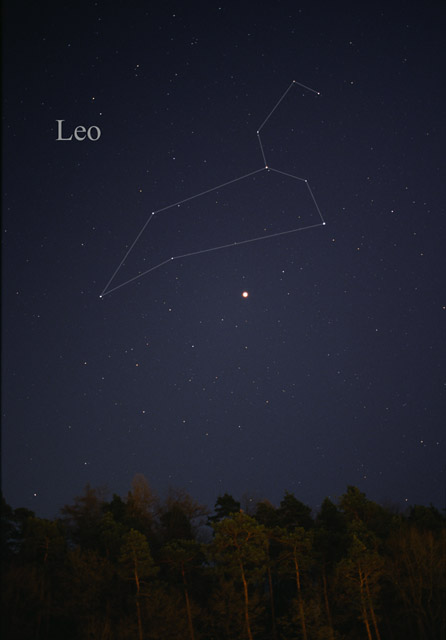
صورت فلکی شیر به شکلی که با چشم غیرمسلح دیده می‌شود. (جرم نورانی وسط تصویر، سیاره مشتری است)

شیر ستارگان پرنور بسیاری دارد که توسط باستانیان کشف شده‌بود. این صورت فلکی شامل ۴ ستاره از قدر ظاهری ۱ و ۲ می‌شود که باعث اهمیت این صورت فلکی هستند:
- قلب‌الاسد (Regulus - به معنای قلب شیر) - ستاره آلفای شیر: در جلوی شیر پایین‌ترین ستاره، ستاره‌ای از رشته اصلی با رنگ آبی-سفید، با قدر ظاهری ۱٫۳۴، در فاصله ۷۷٫۵ سال نوری از زمین. این ستاره دوتایی ظاهری است که ستارگان این دوتایی با دوربین دوچشمی قابل تفکیک هستند. ستاره دوم این جفت‌ستاره قدر ظاهری ۷٫۷ دارد.
- ذنب‌الاسد (Denebola یا Beta Leonis - به معنای دم شیر) - ستاره بتای شیر: در پشت شیر در خلاف قلب‌الاسد، ستاره‌ای از رشته اصلی با رنگ آبی-سفید، با قدر ظاهری ۲٫۲۳، در فاصله ۳۶ سال نوری از زمین.
- جبهةالاسد یا جبهه (Algieba یا Gamma Leonis - به معنای پیشانی شیر) - ستاره گامای شیر: ستاره‌ای دوگانه با ستاره سومی (جدا از این دو ستاره دوگانه) به‌طور ظاهری کنار یکدیگر قرار دارند. ستاره اول و دوم این سامانه با تلسکوپ کوچک و ستاره سوم با دوربین دوچشمی قابل تفکیک هستند.
  - ستاره اول: ستاره‌ای از نوع غول با رنگ طلایی- زرد، با قدر ظاهری ۲٫۶۱
  - ستاره دوم: ستاره‌ای از نوع غول با رنگ طلایی- زرد (مانند ستاره اول)، با قدر ظاهری ۳٫۶
    - این دو ستاره با دوره تناوب ۶۰۰ سال به دور هم می‌چرخند و از زمین ۱۲۶ سال نوری فاصله دارند.

  - ستاره سوم (جدا از ستاره دوگانه): با رنگ زرد کم‌رنگ، با قدر ظاهری ۴٫۸
- ظَهرالاسد (Zosma یا Delta Leonis - به معنای پشت شیر) - دلتای شیر: ستاره‌ای با رنگ آبی-سفید، با قدر ظاهری ۲٫۵۸، در فاصله ۵۸ سال نوری از زمین.
- اپسیلون شیر (Epsilon Leonis): ستاره‌ای از نوع غول با رنگ زرد با قدر ظاهری ۳٫۰۰، در فاصله ۲۵۱ سال نوری از زمین.[۱]
- ضفیره (Zeta Leonis یا Adhafera - به معنای گیسوی شیر) - زتای شیر: یک سه‌تایی ظاهری است.
  - ستاره اول: ستاره‌ای از نوع غول سفید با قدر ظاهری ۳٫۶۵، در فاصله ۲۶۰ سال نوری از زمین.
  - ستاره دوم - ۳۹ شیر: نسبت به دو ستاره دیگر جنوبتر است و قدر ظاهری آن ۵٫۸ است.
  - ستاره سوم - ۳۵ شیر: نسبت به دوستاره دیگر شمال‌تر است و قدر ظاهری آن ۶٫۰ است.
- یوتا شیر (Iota Leonis): ستاره‌ای دوگانه است که با تلسکوپ متوسط قابل تفکیک است. البته در سال ۲۰۵۳ تا ۲۰۶۳ میلادی از یکدیگر دور می‌شوند و با تلسکوپ کوچک نیز قابل تفکیک خواهند بود. با چشم غیرمسلح یوتا شیر به رنگ زرد کم‌رنگ با قدر ظاهری ۴٫۰ دیده می‌شود. این سامانه ۷۹ سال نوری از زمین فاصله دارد. دو ستاره این سامانه قدر ظاهری ۴٫۱ و ۶٫۷ دارند و دوره تناوبشان ۱۸۳ سال است.
- تاو شیر (Tau Leonis): این ستاره دوتایی ظاهری است و دوربین دوچشمی قابل تفکیک‌اند.
  - ستاره اول: ستاره‌ای از نوع غول با رنگ زرد، با قدر ظاهری ۵٫۰، در فاصله ۶۲۱ سال نوری از زمین
  - ستاره دوم: ستاره‌ای با قدر ظاهری ۸
- ۵۴ شیر:(54 Leonis): ستاره‌ای دوگانه در فاصله ۲۸۹ سال نوری از زمین که با تلسکوپ کوچک قابل تفکیک است.
  - ستاره اول: ستاره‌ای با رنگ آبی-سفید با قدر ظاهری ۴٫۵
  - ستاره دوم: ستاره‌ای با رنگ آبی-سفید با قدر ظاهری ۶٫۳

دیگر ستارگان نام‌گذاری شده در صورت فلکی شیر:
- رأس‌الاسد شمالی یا مو شیر (Mu Leonis)
- خراتان یا تتا شیر یا (Theta Leonis)

همچنین این صورت فلکی یکی از ستارگان متغیر درخشان را در خود جای داده است. ستاره غول سرخ آر شیر (R Leonis). این ستاره یک متغیر میرا است که کم‌ترین قدر آن ۱۰ و بیش‌ترین قدر آن ۶ است. این ستاره به‌طور دوره‌ای تا قدر ۴٫۴ نیز روشن می‌شود. ستاره آر شیر در فاصله ۳۳۰ سال نوری از زمین دوره ۳۱۰ روزه دارد و شعاعش ۴۵۰ برابر شعاع خورشید است.
ستاره ولف ۳۵۹ (CN Leonis) یکی از نزدیک‌ترین ستارگان به زمین است. این ستاره از زمین ۷٫۸ سال نوری فاصله دارد و در صورت فلکی شیر قرار گرفته است. ولف ۳۵۹ یک کوتوله سرخ با قدر ۱۳٫۵ است. این ستاره به‌طور متناوب یک قدر کم یا زیاد می‌شود؛ زیرا ستاره‌ای شراره‌دار است.
ستاره گلیز ۴۳۶ (Gliese 436) ستاره‌ای کم نور در صورت فلکی شیر است که حدود ۳۳ سال نوری از خورشید فاصله دارد. به دور این ستاره سیاره‌ای فراخورشیدی هم جرم سیاره نپتون می‌چرخد.
ستاره کربنی آی آر سی ۱۰۲۱۶+ (CW Leo - IRC +10216) در طول موج ۱۰ میکرومتر یا باند N فروسرخ درخشان‌ترین ستاره آسمان است.
ستاره اس دی اس اس جی ۱۰۲۹۱۵+۱۷۹۲۷ (SDSS J102915+172927 یا Caffau's Star) ستاره‌ای از نوع جمعیت دوم است که در هاله ماده تاریک در صورت فلکی شیر واقع شده است. این ستاره ۱۳ میلیارد سال عمر دارد و دارای کمترین مقدار فلزینگی میان ستارگان شناخته‌شده است.
ستاره‌شناسان امروزی شامل تیکو براهه در سال ۱۶۰۲، دم شیر را به‌عنوان صورت فلکی جدیدی به نام گیسو (گیسوان برنیکه) حساب کردند و از شیر جدا کردند. همچنین در یونان و روم باستان برای گیسوان برنیکه افسانه‌هایی وجود داشته است.

## اجرام عمق آسمان
صورت‌فلکی شیر شامل چندین کهکشان پرنور می‌شود. از جمله مسیه ۶۵، مسیه ۶۶، مسیه ۹۵، مسیه ۹۶، مسیه ۱۰۵ و کهکشان همبرگر (NGC 3628) که معروف‌ترین جرم عمق آسمان این صورت فلکی است. مسیه ۶۵ و ۶۶ و کهکشان همبرگر اعضای شیر سه‌گانه هستند. حلقه شیر (Leo Ring)، ابری از گاز هیدروژن و هلیوم، در مدار دو کهکشان موجود در این صورت فلکی یافت می‌شود.

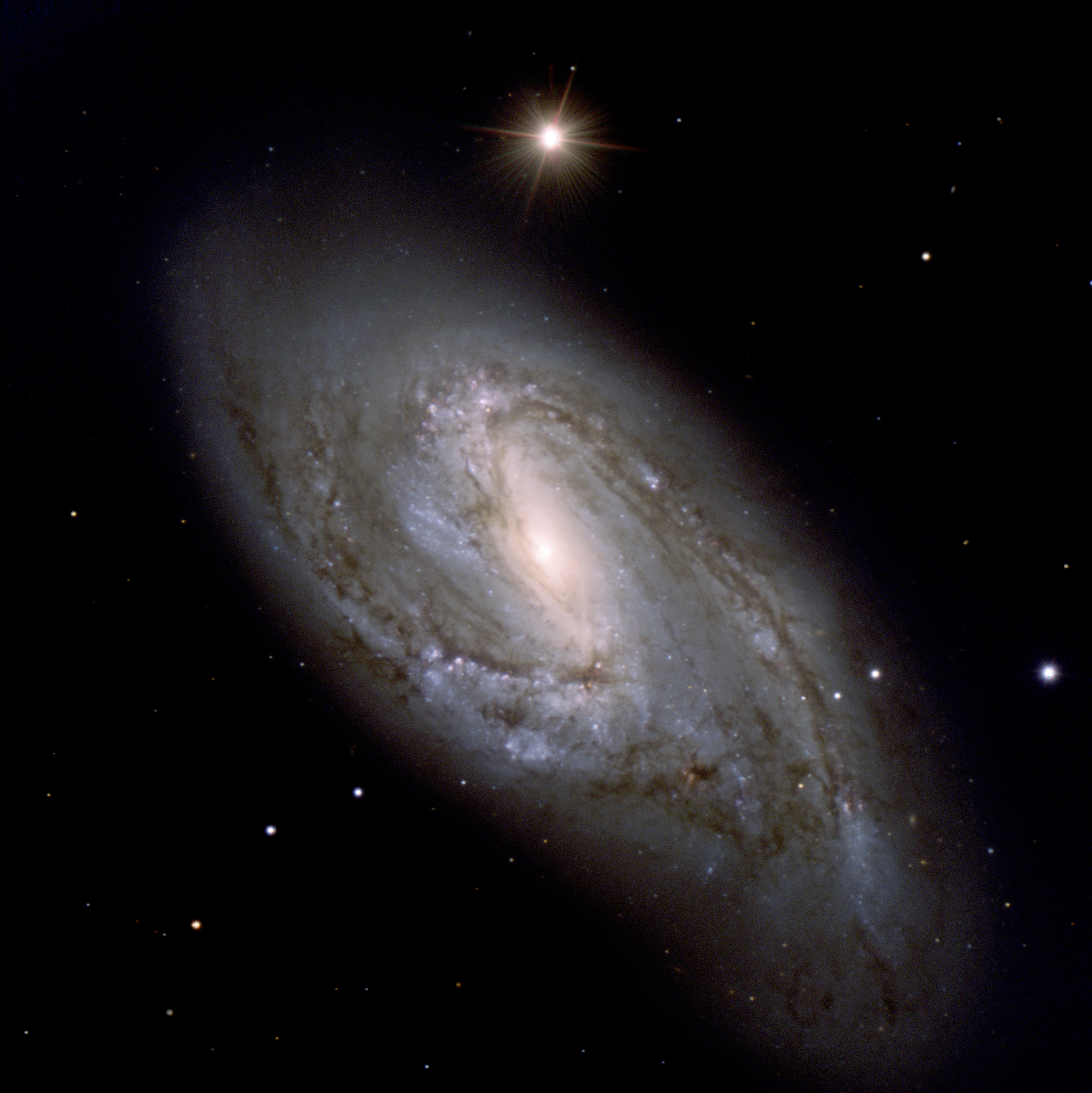
مسیه ۶۶

مسیه ۶۶ (M66): کهکشان مارپیچی است که عضوی از شیر سه‌گانه می‌باشد. در فاصله ۳۷ میلیون سال نوری قرار دارد و دارای شکلی است که به خاطر لنز گرانشی اعضای دیگر شیر سه‌گانه تاحدی کشیده شده است که برخی ستارگان این کهکشان را دورتر نشان می‌دهد. در نتیجه ممکن است این ستارگان که به‌دلیل لنز گرانشی دورتر از کهکشان دیده می‌شوند، کهکشان کوتوله‌ای باشد که به دور M66 می‌چرخند. M65 و M66 در دوربین‌های دوچشمی بزرگ یا تلسکوپ‌های کوچک قابل رؤیت هستند. ولی کشیدگی آن‌ها فقط در ابزارهای نجومی قدرتمند قابل تشخیص است.

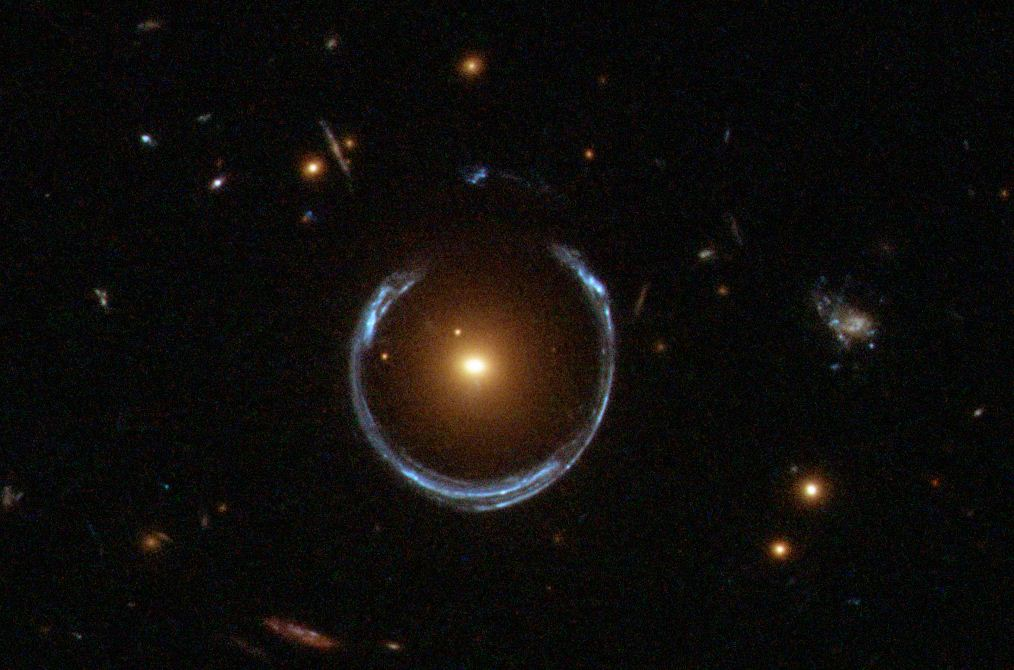
پدیده لنز گرانشی قابل توجه به‌نام نعل اسب کیهانی (Cosmic Horseshoe) در صورت فلکی شیر

مسیه ۹۵ و ۹۶: M95 و M96 دو کهکشان مارپیچی هستند که ۲۰ میلیون سال نوری از زمین فاصله دارند. این دو کهکشان در تلسکوپ‌های کوچک به‌صورت مبهم دیده می‌شوند ولی با تلسکوپ بزرگ‌تر جزئیات بیش‌تری از آن‌ها قابل رؤیت است. M95 کهکشانی از نوع مارپیچی میله‌ای است.
مسیه ۱۰۵: M105 حدود ۱ درجه از جفت‌کهکشان M95-M96 دورتر است. M105 کهکشانی بیضوی از قدر ۹ است و حدود ۲۰ میلیون سال نوری از زمین فاصله دارد.

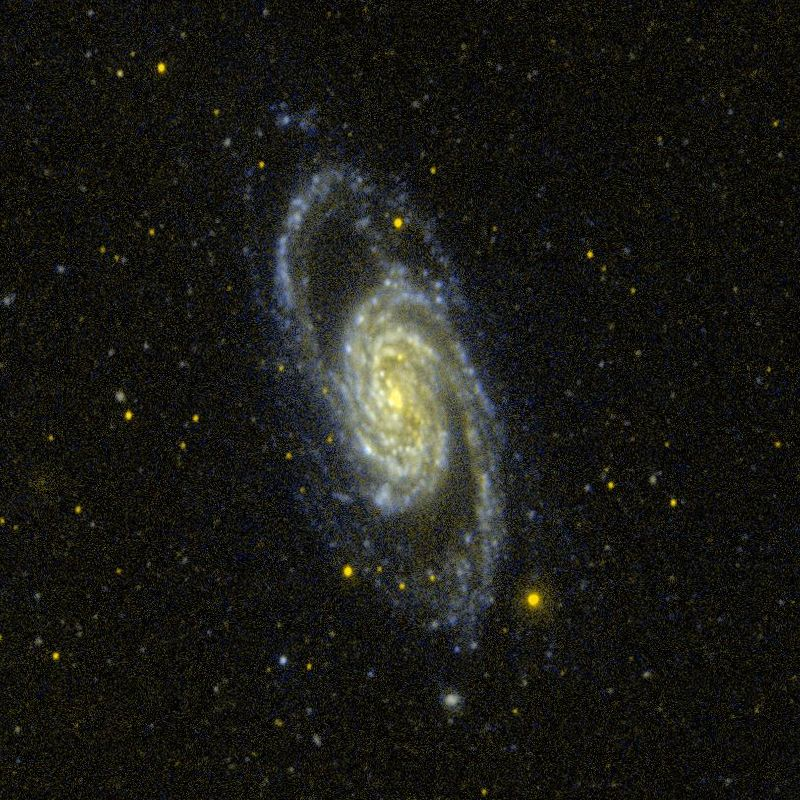
تصویر NGC 2903

ان‌جی‌سی ۲۹۰۳ (NGC 2903): کهکشانی مارپیچی میله‌ای است که توسط ویلیام هرشل در سال ۱۷۸۴ کشف شد. این کهکشان در ابعاد و شکلش بسیار به کهکشان راه‌شیری شبیه است و در فاصله ۲۵ میلیون سال نوری از زمین قرار دارد. این کهکشان در مرکزش چندین نقطه داغ وجود دارد که در نزدیکی آن، مناطقی برای تشکیل ستاره وجود دارد. ستاره‌زایی در این منطقه تصور می‌شود به‌دلیل وجود نوار گرد و غباری باشد که با چرخشش امواج ضربه‌ای را به منطقه‌ای با شعاع ۲۰۰۰ سال نوری می‌فرستند. قسمت‌های بیرونی کهکشان شامل چندین خوشه ستاره‌ای باز جوان می‌شود.
همچنین صورت فلکی شیر، چندین مورد از بزرگ‌ترین ساختارهای جهان قابل مشاهده را در خود جای داده است. برخی از این ساختارهای کشف شده عبارتند از گروه بزرگ اختروش کلوز-کمپوسانو، گروه بزرگ اختروش یو ۱٫۱۱(U1.11 LQG)، یو ۱٫۵۴ (U1.54) و گروه بزرگ اختروش سترگ که همه آن‌ها گروه‌های بزرگ اختروش هستند. گروه بزرگ اختروش یو ۱٫۱۱(U1.11 LQG) دومین اختروش بزرگ شناخته شده است.

## بارش شهابی
بارش شهابی اسدی در آبان رخ می‌دهد و در شب‌های ۲۶ تا ۲۸ آبان به اوج خود می‌رسد. کانون این بارش شهابی نزدیک گامای شیر (جبهه) است. عامل این بارش شهابی دنباله‌دار Tempel-Tuttle می‌باشد. اوج نرخ این بارش شهابی(ZHR) در حالت عادی، تقریباً ۱۰ شهاب در ساعت است.
بارش شهابی اسدی در ماه دی بین ۱۱ تا ۱۷ دی‌ماه (در حالت اوج خود) نیز رخ می‌دهد ولی از اهمیت کمی برخوردار است.

## افسانه

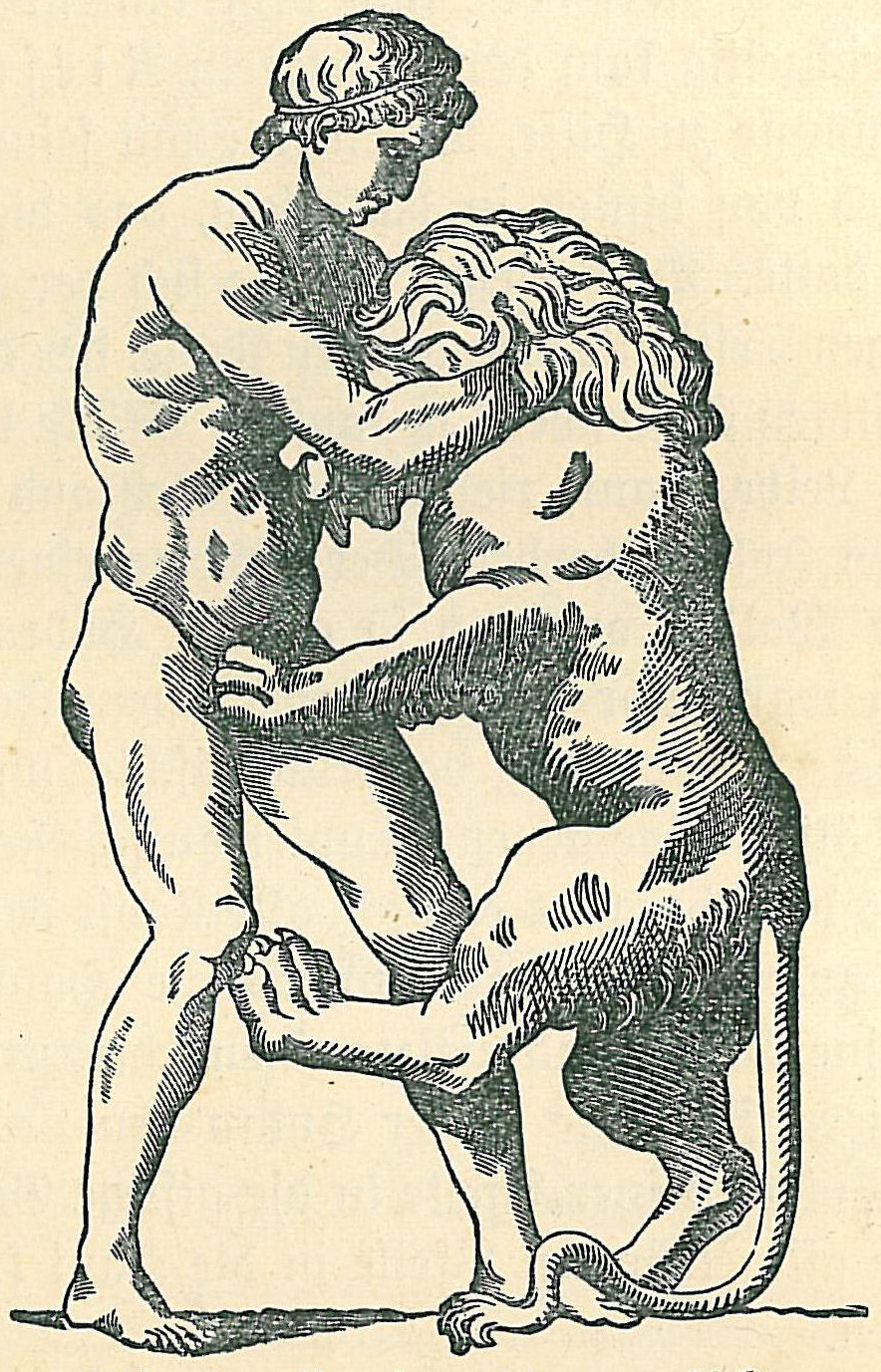
Herakles und Loewe

نام لاتین این صورت فلکی Leo است. دو هزار سال پیش صورت فلکی ماه مرداد بوده است. این صورت فلکی در فصل بهار در نیم‌کره شمالی و در پاییز در نیم‌کره جنوبی قابل مشاهده است. نقش آسمانی این صورت فلکی جزو معدود صورت فلکی‌هایی است که به نام خود شباهت زیادی دارند. در آسمان هم‌چون سلطان حیوانات جلوه می‌کند.
صورت فلکی اسد در زمان‌های باستان از تقدس ویژه‌ای برخوردار بوده است. به خصوص در مصر باستان، این تقدس به طغیان سالانه نیل و قرارگرفتن خورشید در صورت فلکی اسد مربوط می‌شود، زیرا این طغیان برای باروری زمین اهمیت حیاتی داشته است.
در اسطوره‌شناسی یونان این صورت فلکی زیبا و درخشان به خوان اول هراکلس (هرکول)، قهرمان افسانه‌ای یونان، مرتبط می‌شود. هراکلس در این مأموریت موظف بود شیری را از بین ببرد که در روستای نمیا موجب آزار و اذیت اهالی شده بود.
جانور درنده عملاً شکست‌ناپذیر بود و پوست او سخت‌تر از فولاد می‌نمود. این شیر از اولاد تیفون، بزرگ‌ترین هیولای جهان، بوده است و بر طبق بعضی از داستان‌ها او توسط تیفون یا سگ ارتس یا حتی توسط خدای ماه سلنه زخم‌ناپذیر شده است. غاری که شیر خوف‌ناک و وحشی در آن می‌زیست دو راه خروجی داشت و جانور درنده به راحتی می‌توانست خود را از یکی از دو دهلیز نجات دهد.
اما هراکلس که پهلوان دانایی نیز بود برای انجام مأموریتش ابتدا یکی از راه‌های خروجی را بست و بر سر راه خروجی دیگر به کمین شیر خطرناک و ترسناک نشست و دو ماه طول کشید تا او را پیدا کرد. هراکلس با کمان خود نیزه‌هایی به سوی حیوان پرتاب نمود، ولی نیزه‌ها به پوست سخت جانور کارگر نیفتاد و کمانه کرد. هراکلس بالاخره موفق شد حیوان درنده را با دستانش خفه کند. جانور مرده نیز برای او مشکلات زیادی ایجاد کرد؛ زیرا کندن پوست حیوان با ابزار معمولی غیرممکن بود. تنها یال شیر که سخت‌تر از الماس بود توانست به قهرمان کمک کند تا عاقبت پوست باشکوه و فولادین را پاره و از بدن جانور جدا سازد.
در عین حال کاری که هراکلس انجام داد به وسیله گیلگمش خدای خورشید نیز انجام گرفته بود، برخی می‌گویند که ارتباط شیر با خدای خورشید حاصل انطباق این صورت فلکی در منطقه‌البروج بابلی با انقلاب تابستانی است.
بزرگ ایزدان، زئوس، عاقبت شیر را به یکی از زیباترین صورت‌های فلکی منطقه‌البروج تبدیل کرد تا ما را در تمام زمان‌ها به یاد پیکارهای قهرمانانه هراکلس بیندازد. بسیاری از اقوام باستانی ستاره اصلی صورت فلکی اسد را که قلب‌الاسد نام دارد، مظهر قدرت و فرمان‌روای آسمان می‌شمردند. فارس‌ها آن را یکی از چهار نگهبان آسمان می‌دانستند که ثروت، قدرت و افتخار با خود می‌آورد.

## تجسم

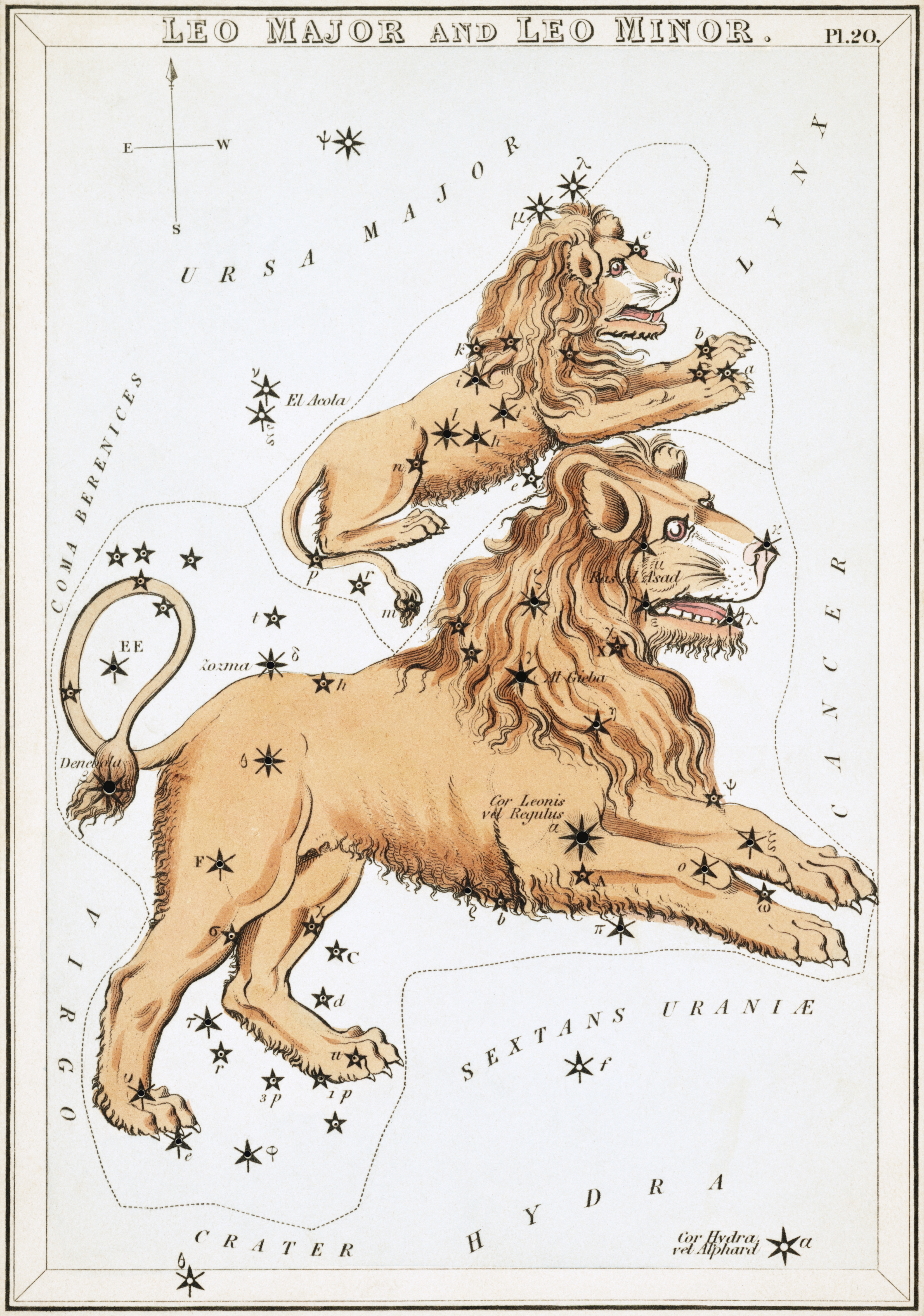
صورت فلکی شیر به همراه صورت فلکی شیر کوچک در بالای آن

معمولاً این صورت‌فلکی به شکل صورت‌واره داس در پشت سر شیر نمایش داده می‌شود. این صورت‌واره از شش ستاره تشکیل شده است:
- اپسیلون شیر
- رأس‌الاسد شمالی یا مو شیر
- ضفیره
- جبهةالاسد
- اتا شیر
- قلب‌الاسد

## ستاره‌شناسی
از سال ۲۰۰۲، خورشید از تاریخ ۱۹ مرداد تا ۲۵ شهریور در صورت فلکی شیر دیده می‌شود.